# Aeroportul Campo de Marte
Aeroportul Campo de Marte (IATA: RTE, ICAO: SBMT) este un aeroport din São Paulo, Brazilia ce deservește zona São Paulo. Aeroportul a fost tranzitat în 2022 de 103.337 de pasageri. A fost numit după Champ de Mars⁠(d).
Situat la o altitudine de 722 m, aeroportul dispune de 1 pistă. Este operat de Infraero⁠(d).

## Infrastructură

### Piste
Aeroportul dispune de o singură pistă. Pista 12/30 are suprafața de asfalt și dimensiunile 1.600 m × 45 m. 